# 比留間邦之助

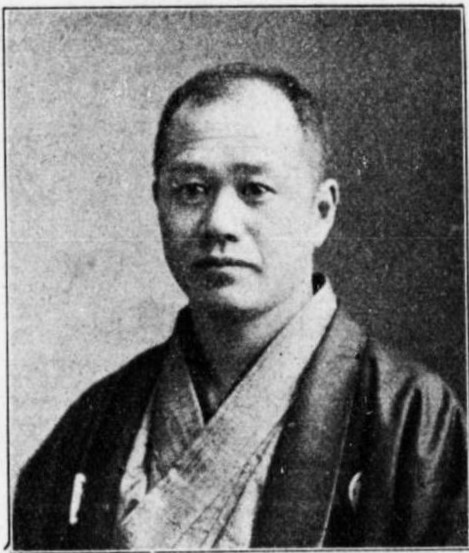
比留間邦之助

比留間 邦之助（ひるま くにのすけ、1860年8月16日（万延元年6月30日） - 1924年（大正13年）12月25日）は、日本の政治家、衆議院議員（1期）。

## 経歴
神奈川県北多摩郡三ツ木村(現東京都武蔵村山市三ツ木)出身。漢学と兵学等を学ぶ。農業と牧畜業に従事する。学務員、三ツ木村(のち村山村、村山町を経て、現・武蔵村山市)会議員、三ツ木村外三ヶ村長、神奈川県会議員、東京府会議員、同常置委員、同参事会員、所得税調査委員、地方衛生会委員、日本農民会北多摩郡支部長、東京物品火災保険(株)相談役となる。
1898年3月の第5回衆議院議員総選挙において東京13区から無所属で立候補したが落選。同年9月の第6回衆議院議員総選挙では憲政党公認で立候補して落選した。1902年の第7回衆議院議員総選挙において東京府郡部から立憲政友会公認で立候補して当選した。衆議院議員を1期務め、1903年の第8回衆議院議員総選挙では31票差で次点で落選した。1924年に死去した。